# Щуліпенко Ігор Михайлович
Ігор Михайлович Щуліпенко (11 лютого 1937, Київ — 26 листопада 2010, Київ) — український лікар-терапевт, педагог. Доктор медичних наук (1993), професор (1996). Першим серед науковців України опрацював та обґрунтував концепції наукової фітотерапії, енотерапії, апітерапії, методи їх застосування у клінічній медицині, розробив методичні основи фітотерапії хронічних хвороб людини.
Понад 35 років — педагог Київського медичного інституту (пізніше — Національний медичний університет імені О. О. Богомольця; 1974—2010), 10 років — професор Української військово-медичної академії (2000—2010). Автор понад 200 наукових робіт, зокрема декількох авторських свідоцтв на винаходи. Учень професора Федора Примака.

## Життєпис
Народився 11 лютого 1937-го року у Києві.
У 1960-му році закінчив Київський медичний інститут (КМІ), учень професора Федора Примака. Відтоді ж — клінічний ординатор кафедри пропедевтичної терапії, клінічний аспірант.
Після закінчення аспірантури був направлений на посаду головного лікаря дільничної лікарні Попільнянського району Житомирської області. З 1966-го по 1974-й рік — головний лікар санаторію-профілакторію «Поліграфіст» видавництва «Радянська Україна» у Києві.
У 1970-му році здобув науковий ступінь кандидата медичних наук, захистивши дисертацію на тему «Транспорт кислорода кровью и напряжение его в периферических тканях при хронических воспалительных заболеваниях желчных путей».
З 1974-го року — асистент, пізніше доцент кафедри пропедевтики внутрішніх хвороб № 1 КМІ. У 1993-му році здобув науковий ступінь доктора медичних наук, захистивши дисертацію на тему «Лекарственные растения в лечении гипертонической болезни».
У 1996-му році затверджений у вченому званні професора кафедри пропедевтики внутрішніх хвороб. З 2000-го року — професор кафедри загальної практики—сімейної медицини Української військово-медичної академії.
Донька — науковиця, кандидат медичних наук, співзасновниця фармацевтичної компанії «Біолабс» Леся Щуліпенко.

Могила Ігоря Щуліпенка, Берковецьке кладовище

Помер на 74-му році життя 26 листопада 2010-го року. Похований на Берковецькому кладовищі (ділянка № 89, 50°29′34.49″ пн. ш. 30°23′33.07″ сх. д. / 50.4929139° пн. ш. 30.3925194° сх. д.).

## Наукова діяльність
Автор понад 200 наукових робіт, зокрема декількох авторських свідоцтв на винаходи. Першим серед науковців України опрацював та обґрунтував концепції наукової фітотерапії, енотерапії, апітерапії, методи їх застосування у клінічній медицині, розробив методичні основи фітотерапії хронічних хвороб людини. Дослідник проблеми гіпоксії в клініці внутрішніх хвороб.
Академік, голова відділення фундаментальних проблем медицини, головний вчений секретар Академії наук вищої школи України. Член Національної спілки журналістів України та редакційної колегії часопису «Фітотерапія в Україні».
Лауреат нагороди Ярослава Мудрого Академії наук вищої школи України.

## Науковий доробок (частковий)
- «Транспорт кислорода кровью и напряжение его в периферических тканях при хронических воспалительных заболеваниях желчных путей» [Текст]: диссертация на соискание ученой степени кандидата медицинских наук. (14754) / Киевский мед. ин-т им. А. А. Богомольца. — Киев: [б. и.], 1970.
- «Эффективность оздоровления в санаториях-профилакториях» // И. М. Щулипенко — Киев: Здоров'я, 1981—128 с.
- «Методические указания для преподавателей к практическим занятиям по уходу за больными в терапевтическом отделении» / Киевский медицинский институт им. акад. А. А. Богомольца, Кафедра пропедевтики внутренних болезней ; составители: профессор Б. М. Щепотин, доцент И. М. Щулипенко. — Киев: [б. и.], 1985. — 38, [1] с.
- «Применение лекарственных растений в комплексной фармакотерапии гипертонической болезни»: Метод. рекомендации / М-во здравоохранения УССР; [Щулипенко И. М. и др.]. — Киев: Б. и., 1990. — 20 с.
- «Лечебник» / И. М. Щулипенко. — Москва: Ин-т соц. и экон. интеграции ; Киев: Собеседник, 1996. — 379 с. : ил.
- «Пить или не пить? Пить!!! Напитки здоровья» // Игорь Щулипенко, Ярослав Ена, Ирина Шехтер / Киев, 1996: Довіра. — 271 с.
- «Фитотерапия гипертонической болезни: путь от иллюзий к реальности» // И. М. Щулипенко, Фитотерапия в Украине. — 1998, № 2-3. — С. 17-19
- «Загальний і спеціальний медичний догляд за хворими з основами валеології: навчально-методичний посібник для студентів медичних вузів і учнів медичних ліцеїв» / І. М. Щуліпенко ; М-во охорони здоров'я України, Центр, метод, каб. з вищ. мед. освіти, Нац. мед. ун-т ім. А. А. Богомольця, Укр. мед. ліцей. — Київ: Кий, 1998. — 383 с.
- «Пропедевтика внутрішньої медицини: Загальна семіотика і діагностика: навчальний посібник для студентів вищих медичних навчальних закладів IV рівня акредитації» / Ігор Михайлович Щуліпенко. — К. : Медицина, 2008. — 303 с.
- «Зелена аптека природи: минуле і сьогодення» / І. М. Щуліпенко, Л. І. Щуліпенко // Фітотерапія. — 2010. — № 4. — С. 5-9.
- «Вразливі ланки клініко-практичної підготовки студента-медика на пропедевтичній кафедрі медичного університету» / І. М. Щуліпенко // Медична наука України. — 2010. — № 3. — С. 164—166.

### Авторські свідоцтва на винаходи
- 1997 — «Лікарський збір для лікування порушень серцевого ритму» (у співавторстві)
- 1998 — «Збір для лікування гіпертонічної хвороби (його варіанти)»
- 1998 — «Спосіб визначення співвідношення компонентів в лікарському зборі»